# Neuratelia caucasica
Neuratelia caucasica är en tvåvingeart som beskrevs av Zaitzev 1994. Neuratelia caucasica ingår i släktet Neuratelia och familjen svampmyggor. Inga underarter finns listade i Catalogue of Life.